# كيندال ريان
كيندال ريان (بالإنجليزية: Kendall Ryan)‏ هي دراجة أمريكية، ولدت في 10 أغسطس 1992 في ثاوزند أوكس في الولايات المتحدة.

## وصلات خارجية
- كيندال ريان على موقع الاتحاد الدولي للدراجات (الإنجليزية)
- كيندال ريان على موقع أرشيف الدراجات (الإنجليزية)
- كيندال ريان على موقع إحصائيات الدراجات الإحترافية (الإنجليزية)
- كيندال ريان على موقع نسبة الدراجات (الإنجليزية)